# DNA Repair
DNA Repair ist eine wissenschaftliche Zeitschrift, die vom Elsevier-Verlag veröffentlicht wird. Die erste Ausgabe erschien im Januar 2002. Die Zeitschrift baut allerdings auf der Zeitschrift Mutation Research/DNA Repair auf, die von 1989 bis Dezember 2001 unter diesem Titel erschien. Derzeit werden zwölf Ausgaben im Jahr veröffentlicht. Die Zeitschrift publiziert Artikel aus den Bereichen der DNA-Reparatur, Zellzyklusregulierung, Apoptose und verwandten Gebieten.
Der Impact Factor der Zeitschrift lag im Jahr 2018 bei 3,711.